# Вроцлавско-Кошалинска епархия
Вроцлавско-Кошалинската епархия (на полски: Eparchia wrocławsko-koszalińska; на латински: Dioecesis Vratislaviensis-Cosalinensis ritus byzantini ucraini; на украински: Вроцлавсько-Кошалінська єпархія) е административно-териториална единица на католическата църква в Полша, източен обред. Суфраганна епископия на Пшемишълско-Варшавската митрополия, част от Украинската гръкокатолическа църква. Установена е на 31 май 1996 година с името Вроцлавско-Гданска епархия. На 25 ноември 2020 година територия и името ѝ са променени. Има 25 000 верни.

## Деканати
В състава на епархията влизат седем деканата.
| - Вроцлавски деканат - Жельоногурски деканат - Кошалински деканат - Катовишки деканат - Легнишки деканат - Познански деканат - Слупски деканат |